# Benne vagyok a bandában
A Benne vagyok a bandában (eredeti cím: I’m in the Band) 2009 és 2011 között futott amerikai szitkom, amelyet Michael B. Kaplan és Ron Rappaport alkotott.
A vígjáték producerei Michael B. Kaplan, Ron Rappaport és Richard Gurman. A főszerepben Logan Miller, Stephen Full, Greg Baker, Caitlyn Taylor Love és Steve Valentine látható. A sorozat az It's a Laugh Productions gyártásában készült, a Disney XD forgalmazásában jelent meg.
Amerikában a Disney XD mutatta be 2009. november 27-én. Magyarországon a Disney Channel mutatta be.

## Történet
A sorozat középpontjában álló tinédzser, Tripp Cambell (Logan Miller) valóra váltja az álmát, hogy csatlakozik régi kedvenc bandájához, az Iron Weaselhez. Elhatározása szerint segít a csapatnak a visszatérésben. Tripp jól kifogta a furcsa rocktrió tagjait, akiknek a csillaga már annyira leáldozott, hogy a lakásukat sem tudják fizetni és Tripp házában lévő emeletes ágyakon húzzák meg magukat. Azonban – a maguk furcsa módján –, mind a három zenekartag megtesz mindent azért, hogy segítsenek Trippnek átvészelni a kamaszkort, és elérni élete álmát, azt, hogy komoly rocksztár válhasson belőle.
Az Iron Weasel csapat tagjai: a pimasz énekes, Derek Jupiter, a végtelenül bölcs basszgitáros, Burger Pitt és a szeretnivaló, de nagyon egyszerű dobos, Ash. A fergeteges, eredeti zenéjű sorozat betekintést nyújt a nézők számára a zenészek kulisszatitkai közé.

## Szereplők
| Szereplő                | Színész             | Magyar hang  | Leírás |
| ----------------------- | ------------------- | ------------ | --- |
| Tripp Ryan Campbell     | Logan Miller        | Előd Álmos   | A tinédzserfiú, aki segít a három lusta sztárnak újra a magasba emelkedni. Ő lett a szólógitáros a bandában, a negyedik tag. |
| Derek Jupiter           | Steve Valentine     | Varga Gábor  | A banda énekese. Sok butaságot mond, és rendre megszegi ígéreteit.                                                           |
| Burger Pitt             | Greg Baker          | Haagen Imre  | A banda gitárosa. Rengeteget eszik, és gyakran csinál undorító dolgokat                                                      |
| Ash Tyler               | Stephen Full        | Szabó Máté   | A banda dobosa. A három szerencsétlen flótás közül neki van a leglassabb felfogása.                                          |
| Isabella „Izzy” Fuentes | Caitlyn Taylor Love | Csifó Dorina | Egy kissé túlpörgött, Trippel egykorú lány. Tripp barátja.                                                                   |

## Évados áttekintés
| Évad | Évad | Epizódok | Eredeti sugárzás   | Eredeti sugárzás  | Magyar sugárzás  | Magyar sugárzás   |
| Évad | Évad | Epizódok | Évadpremier        | Évadfinálé        | Évadpremier      | Évadfinálé        |
| ---- | ---- | -------- | ------------------ | ----------------- | ---------------- | ----------------- |
|      | 1    | 21       | 2009. november 27. | 2010. november 8. | 2010. július 17. | 2011. április 30. |
|      | 2    | 21       | 2011. január 17.   | 2011. december 9. | 2011. július 5.  | N/A               |